# Yanga pulverea
Espèce
Yanga pulverea est une espèce d'insectes hémiptères de la famille des Cicadidae (les cigales).

## Répartition
Yanga pulverea est endémique de l'île de Madagascar.

## Description
Les tegmina et les ailes sont hyalines. Dans sa publication de 1882, Distant indique que les spécimens en sa possession mesurent 37 mm pour la femelle, et 31 mm pour le mâle.

## Systématique
L'espèce Yanga pulverea a été initialement décrite en 1882 par le zoologiste britannique William Lucas Distant sous le protonyme Platypleura pulverea,.
Yanga pulverea a pour synonymes :
- Platypleura pulvera (Distant, 1882)
- Platypleura pulverea Distant, 1882
- Yanga pulverea pulverea

### Publication originale
- (en) W. L. Distant, « Descriptions of new species and a new genus of Cicadidae from Madagascar », Transactions of the Entomological Society of London, Londres, vol. 1882,‎ 1882, p. 335-338 (ISSN 2053-2520, e-ISSN 2056-810X, lire en ligne, consulté le 24 mars 2025).